# Rio Checheţ
O Rio Checheţ é um rio da Romênia, afluente do Ier, localizado no distrito de Satu Mare.